# MGM-29 Sergeant
Le MGM-29 Sergeant était un missile sol-sol américain de courte portée propulsé par des moteurs fusées à propergol solide. Conçu au Jet Propulsion Laboratory, il fut mis en service par l’US Army en 1962 pour remplacer le MGM-5 Corporal. Il fut déployé en 1963 à l'extérieur des États-Unis : ces missiles emportaient une ogive nucléaire W52 ou une ogive d'explosif à haute puissance. Remplacé par le MGM-52 Lance, il fut retiré du service armé américain en mai 1977. Au sein de l'armée de terre de l'Allemagne de l’Ouest, quatre bataillons en sont équipés de 1965 à 1977. Le système requérait un véhicule lanceur, un transporter et trois véhicules auxiliaires avec un total de 13 personnes.
Le Sergeant avait une poussée au décollage de 200 kN, une masse au décollage de 4 530 kg, un diamètre de 790 mm, une longueur de 10,52 m et des ailerons d'une longueur de 1,80 m. Sa portée minimale était de 40 km et sa portée maximale de 135 km. 
Le Sergeant fut utilisé comme deuxième étage de la fusée Scout (un lanceur de satellites). De plus, des grappes de moteurs-fusées dérivées du moteur-fusée du Sergeant furent utilisées comme deuxième et troisième étages des fusées-sondes Jupiter-C, ainsi que comme moteurs-fusées dans la fusée Juno I.
Thiokol est le constructeur des moteurs-fusées du Sergeant (tout comme des étages de fusées Castor qui en sont dérivés).

## Pays
- Allemagne de l'Ouest
- États-Unis